# Resultado contable
En contabilidad pública, el resultado contable es el resultado económico-patrimonial; es la variación de los fondos propios de una entidad, producida en determinado período como consecuencia de sus operaciones de naturaleza presupuestaria y no presupuestaria. Este resultado se determina considerando la diferencia entre los ingresos y los gastos producidos en el período de referencia.
El resultado presupuestario es la diferencia entre la totalidad de ingresos presupuestarios realizados durante el ejercicio, excluidos los derivados de la emisión y creación de pasivos financieros, y la totalidad de gastos presupuestarios del mismo ejercicio, excluidos los derivados de la amortización y reembolso de pasivos financieros.
- Datos: Q6106577